# Macropinocitosi
La Macropinocitosi è una forma di pinocitosi (dal greco πινω, pino, bevo;), sistema presente nelle cellule per l'assunzione di sostanze liquide dall'ambiente esterno.

## Visibilità del fenomeno
Le fasi del fenomeno sono le stesse riscontrabili nella fagocitosi dove al contatto con un corpo solido esterno (per esempio un batterio) la membrana cellulare si introflette fino ad avvolgerlo e, richiudendosi sopra di esso, forma una vescicola isolata al suo interno (quindi nel citoplasma). Il contenuto è successivamente distrutto ad opera di particolari organuli detti  lisosomi.
La differenza è nel fatto che la pinocitosi consiste invece nell'assunzione di sostanze liquide. La macropinocitosi, in particolare,  si verifica quando vi è assunzione di grosse gocce visibili al microscopio ottico, mentre nella micropinocitosi (del tutto analoga per le modalità) compaiono vescicole più piccole visibili solo con il microscopio elettronico (del diametro dell'ordine di qualche decina di nanometri).
La cellula assume in questo modo le sostanze dall'ambiente esterno utili per il suo metabolismo.